# Síndrome de Patau
La síndrome de Patau és una malaltia genètica que apareix des de la formació del fetus i els qui la pateixen sobreviuen com a màxim un any manifestant greus insuficiències físiques i mentals. És causada per la presència de tres còpies del cromosoma 13 en el cariotip.

## Símptomes
Característiques físiques:
- Retard mental
- Microcefàlia (cap de mida molt petit)
- Quists renals
- Hidronefrosi (Dilatació de la pelvis renal)
- Ungles hiperconvexes
- Anormalitat dels ulls (en els pitjors dels casos el nadó neix sense un ull)
- Llavi leporí i/o paladar leporí, fissures orals
- Malformació d'orelles
- Polidactília (dits extra en els peus i les mans).
- 80% de defectes cardíacs

## Conseqüències
La taxa de naixement d'afectats per la síndrome de Patau és molt baixa per la qual cosa les dones avorten espontàniament, i el vuitanta per cent dels naixements moren abans de l'any de vida.

## Diagnòstic
Hi ha força proves de diagnòstic disponibles per la síndrome de Patau:
Amniocentesi: requereix ser realitzada durant la setmana 14-18 de l'embaràs. Es recull una petita mostra de la cèl·lula fetal del líquid amniòtic i s'examina
Villus de Chorionic: Encara que aquesta prova porta una quantitat petita de risc de l'avortament. Es recull una quantitat petita de teixit durant la setmana 9-11 de l'embaràs i es prova per al cromosoma addicional o addicional 13.

## Tractament
No té cap mena de cura o tractament concret.

## Incidència a la població
La probabilitat de donar a llum amb vida a un nadó amb síndrome de Patau és d'1 de cada 12.000 naixements.